# Наука і католицька церква

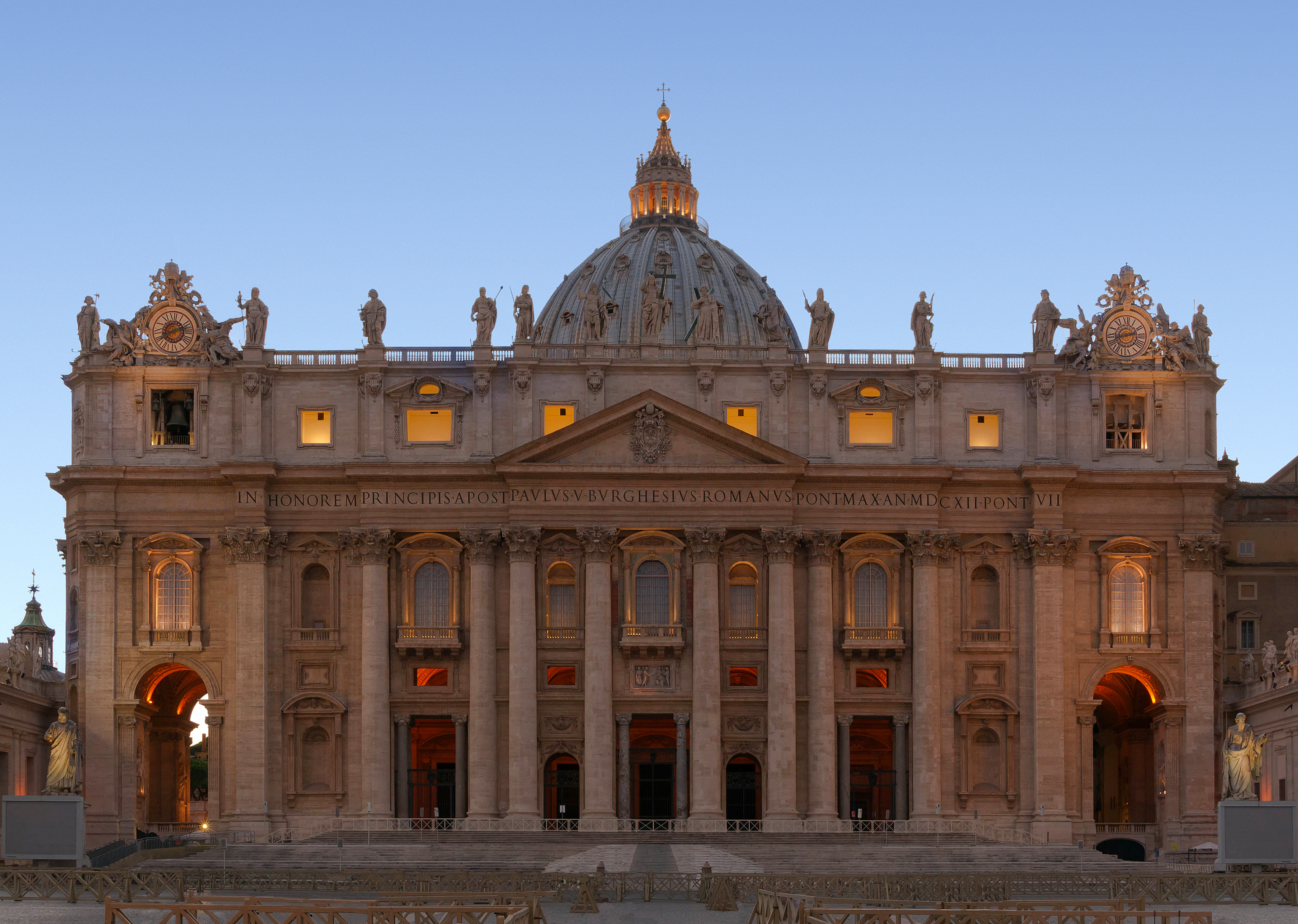
Фасад собору Святого Петра в Римі. Ватикан.

Наука і католицька церква є предметом численних дискусій.

## Історія
Історично склалося так, що католицька церква часто була значною прихильницею науки. Вона сприяла створенню численних шкіл, університетів і лікарень, а багато священнослужителів брали активну участь у науковій діяльності. Історики науки, такі як П'єр Дюем, підкреслюють роль середньовічних католицьких математиків і філософів, таких як Жан Бурідан, Ніколя Оресме і Роджер Бекон, як засновників сучасної науки. Дюем робить висновок, що «механіка і фізика, якими сучасність пишається, що походить від них через безперервну серію ледь помітних удосконалень, є доктринами, розробленими в самому серці середньовічних шкіл».
Теза про конфлікт та інші критичні зауваження підкреслюють історичні та сучасні конфлікти між католицькою церквою і наукою, посилаючись на судовий процес над Галілеєм як на доказ. З іншого боку, католицька церква вчить, що християнська віра і наука доповнюють один одного, як зазначено в параграфі 159 Катехизму католицької церкви. У ньому сказано про віру і науку: «Хоча віра є вищою за розум, між ними ніколи не може бути справжньої розбіжності. Оскільки той самий Бог, який відкриває таємниці й вливає віру, обдарував людський розум світлом розуму, Бог не може заперечувати себе, а істина ніколи не може суперечити правді».
Погляд на церкву як на покровителя наук заперечується деякими, хто стверджує або про історично мінливі відносини, які переходили від активної і єдиної підтримки до запеклих конфронтацій (зі звинуваченнями в єресі), або про вічний інтелектуальний конфлікт між релігією і наукою. Філософи Просвітництва, такі як Вольтер, відомі своєю критикою середньовічних досягнень. У XIX столітті з'явилася теза про конфлікт, щоб підкреслити внутрішній конфлікт або конфлікти між церквою і наукою. Первісне історичне використання цього терміна означало, що церква перебувала у вічній опозиції до науки. Пізніше цей термін використовувався для позначення епістемологічної опозиції церкви до науки. Теза інтерпретує відносини церкви з наукою як такі, що неминуче призводять до суспільної ворожнечі, коли релігія агресивно кидає виклик науковим ідеям, як це було в судовому процесі над Галілеєм. Альтернативна критика полягає в тому, що церква виступала проти конкретних наукових відкриттів, які, на її думку, підривали її авторитет і владу, особливо під час Реформації та Просвітництва. Ця теза зміщує акцент з фундаментальної несумісності релігії як такої й науки в цілому на критику структурних причин, які призвели до опору церкви як політичної організації.
Сама церква відкидає поняття вродженого конфлікту. Перший Ватиканський Собор (1869/70) проголосив, що «віра і розум взаємно підтримують один одного». Католицька енциклопедія 1912 року стверджувала, що «конфлікти між наукою і церквою не є реальними» і стверджувала, що віра в такі конфлікти ґрунтується на хибних припущеннях. Папа Іван Павло II підсумував католицький погляд на відносини між вірою і розумом в енцикліці «Fides et Ratio», заявивши, що «віра і розум — це як два крила, на яких людський дух підіймається для споглядання істини, і Бог вклав в людське серце бажання пізнати істину — одним словом, пізнати себе — щоб, пізнавши й люблячи Бога, чоловіки й жінки могли також пізнати всю повноту істини про себе».
Стівен Гокінг, що брав участь у науковій конференції, організованій Ватиканом у 1981 році, згадуючи її та зустріч з Іоаном Павлом II, писав:
|                                | Католицька церква зробила серйозну помилку з Ґалілеєм, коли спробувала підпорядкувати своїм законам науку, стверджуючи, що Сонце обертається навколо Землі. І тепер, через кілька століть, вона вирішила, що краще запросити фахівців, спитавши у них поради про космологію. |
| — Стівен Гокінг, Теорія всього | |

Папський астроном Ґай Консольманьо описує науку як «акт благоговіння» і спосіб бути «близькими з Творцем».